# 30-метровий телескоп IRAM
30-метровий телескоп IRAM (англ. IRAM 30m telescope) — радіотелескоп в Іспанії, створений і керований Інститутом міліметрової радіоастрономії (IRAM). Розташований на висоті понад 2800 м на горі Велета в іспанській Сьєрра-Неваді.
Один з найчутливіших у світі радіотелескопів з однією параболічною антеною. Завдяки великій площі поверхні та ширококутним камерам телескоп є потужним інструментом для дослідження великих космічних джерел, таких як міжзоряні хмари чи галактики. Його поверхня має точність 55 мкм, — порядку товщини людської волосини.
30-метровий телескоп та інша обсерваторія IRAM, NOEMA, є частиною Телескопа горизонту подій, який проводить спостереження надмасивних чорних дір.

## Особливості
Радіотелескоп являє собою антену діаметром 30 м, здатну виявляти випромінювання з довжиною хвилі від 0,8 до 3 мм (частота від 80 до 350 ГГц). Це найбільший телескоп, який працює на частотах близько 150 ГГц. Телескоп оснащений низкою супергетеродинних радіоприймачів.

## Історія
30-метровим телескопом керує Інститут міліметрової радіоастрономії (Франція), партнерами якого є Національний центр наукових досліджень (Франція), Товариство імені Макса Планка (Німеччина) Національний географічний інститут (Іспанія).
Телескоп був побудований між 1980 і 1984 роками, а урочисто відкритий у 1985 році.

## Наукові результати
Такі довгохвильові радіотелескопи, як 30-метровий телескоп IRAM, досліджують холодний Всесвіт — випромінювання, яке найефективніше утворюється за температур близько −250 °C. Таким чином, вони дозволяють спостерігати формування й еволюцію зір і планет, утворення міжзоряних молекул, розподіл холодного газу в галактиках.
30-метровий телескоп IRAM виявив багато складних молекул у міжзоряному газі, а також в кометах, планетах і супутниках Сонячної системи. Під час зіткнення комети Шумейкера-Леві з Юпітером він зміг спостерігати утворення під дією удару молекул CO, HCN, CS.
30-метровий телескоп IRAM є частиною Телескопа горизонту подій — мережі радіотелескопів, які поєднують свої сигнали, щоб отримувати зображення надмасивних чорних дір у центрах галактик.

## Галерея

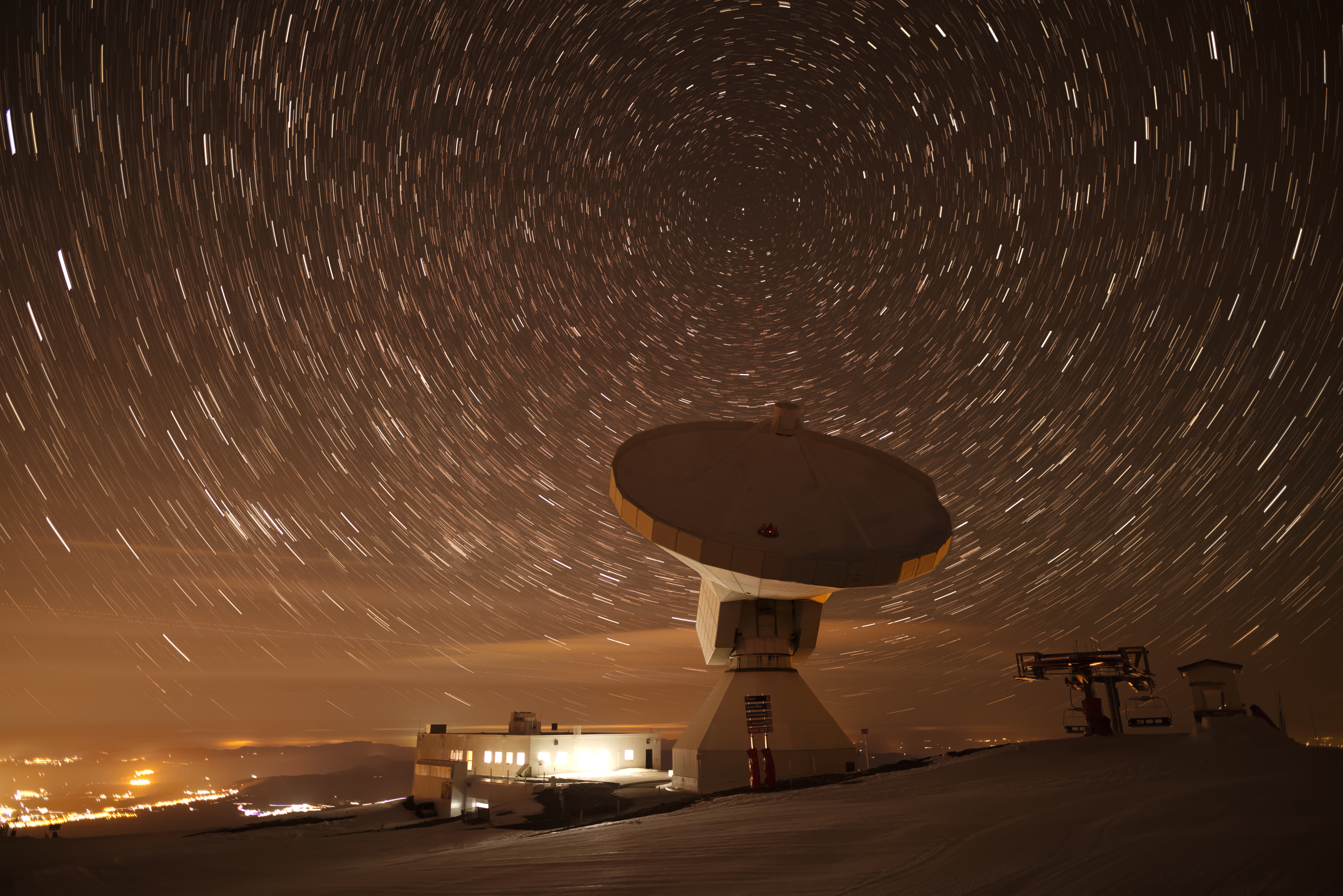
30-метровий телескоп IRAM можна використовувати без попередження.
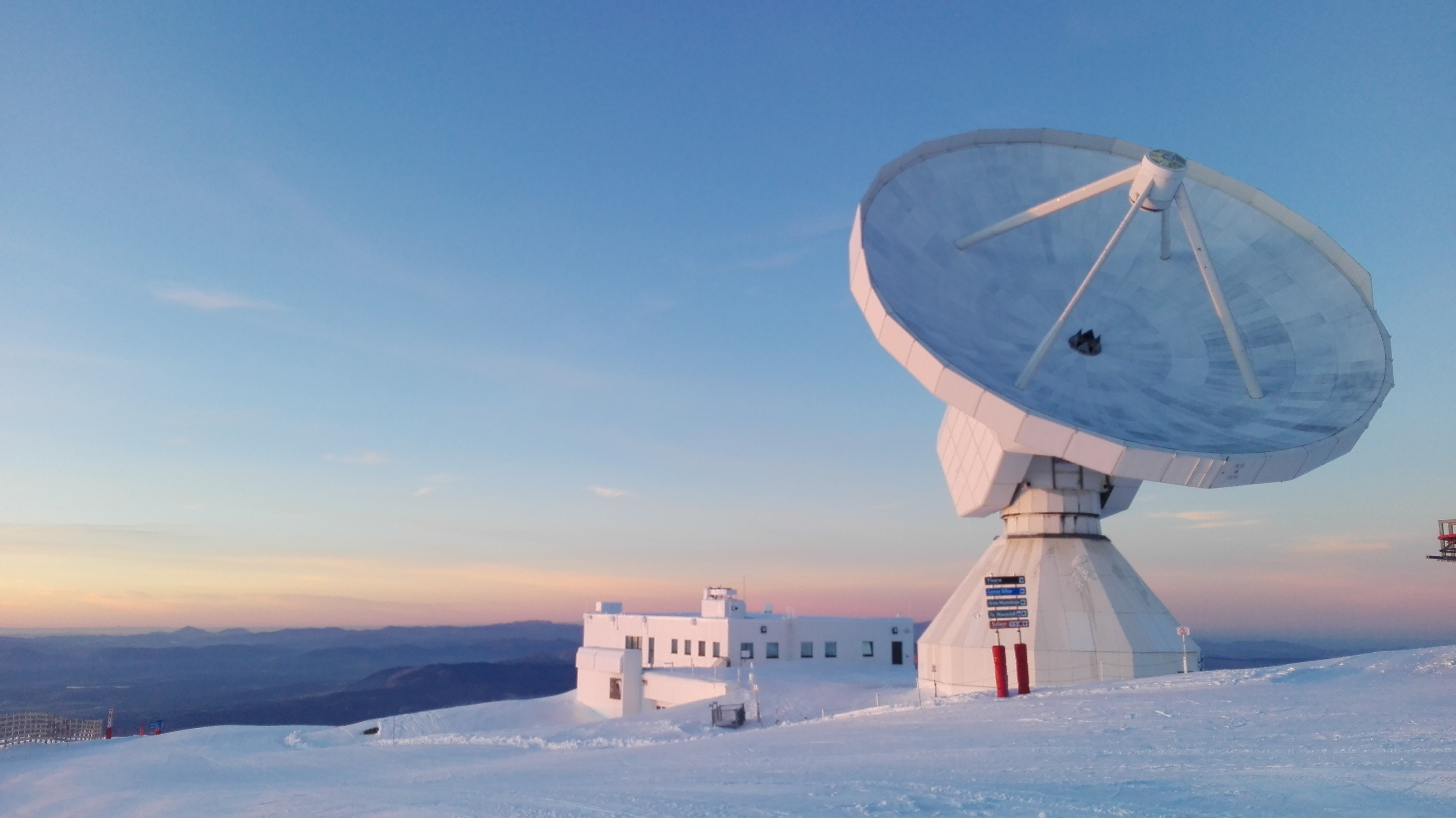
30-метровий телескоп IRAM.
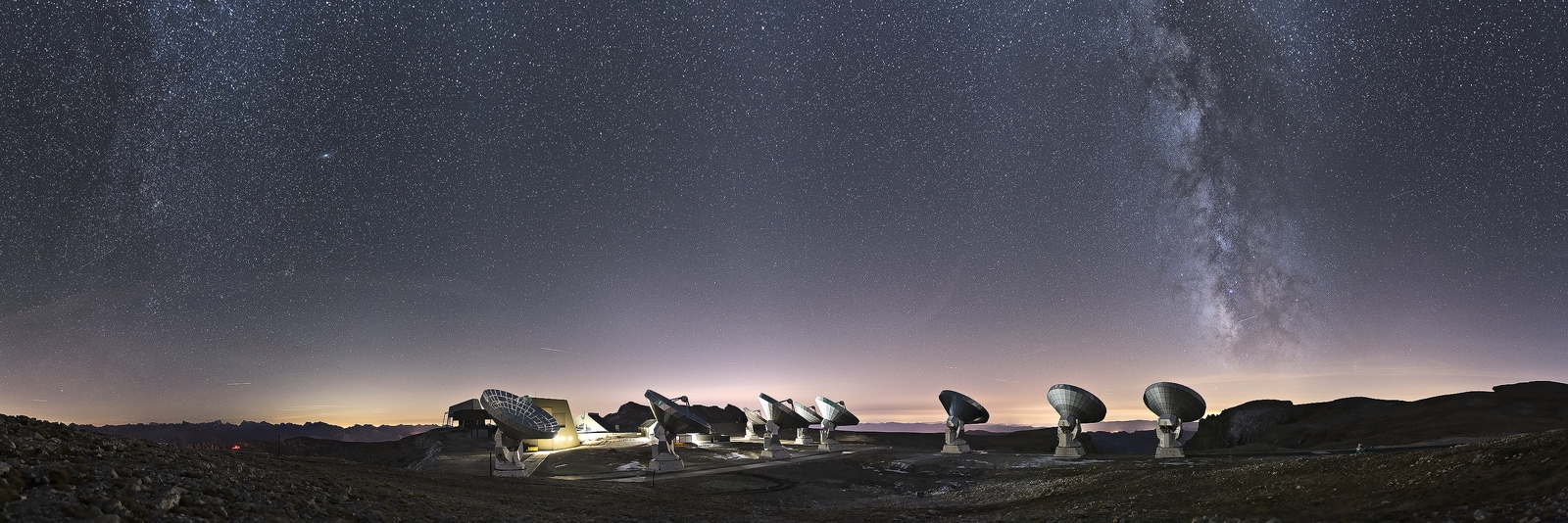
Обсерваторія NOEMA, друга обсерваторія IRAM.